# 第十三号輸送艦
第十三号輸送艦（だいじゅうさんごうゆそうかん、旧字体：第十三號輸󠄁送󠄁艦）は、日本海軍の輸送艦。第一号型輸送艦の13番艦。離島に対する輸送作戦を幾度も成功させて太平洋戦争を生き延び、戦後は復員輸送に従事したのち捕鯨船として運航され、賠償艦としてソビエト連邦に引き渡された。

## 艦歴

### 日本海軍
マル戦計画の計画名特務艦特型、仮称艦名第2913号艦として計画。1944年7月5日、三菱重工業横浜造船所で建造番号554番船として起工。9月1日、第十三号輸送艦と命名。同日付で第一号型輸送艦の13番艦に定められ、本籍を横須賀鎮守府と仮定。30日進水。10月5日、艤装員事務所を三菱重工業横浜造船所内に設置し事務開始。
11月1日竣工し、連合艦隊附属第二輸送隊に編入され、本籍を横須賀鎮守府に定められる。以後、主として父島、母島、八丈島、硫黄島に対する輸送任務に従事。
1945年1月1日現在、横須賀鎮守府作戦指揮下。2月10日、硫黄島で揚塔中にP-38戦闘機の空襲を受け、編隊1番機とされる1機を撃墜。単装機銃2基破損。11日、硫黄島での揚塔を終えて父島へ向け航行中、北硫黄島付近でB-25爆撃機の空襲を受け、ロケット弾2発が命中し浸水。これらの戦闘で戦死行方不明25名、負傷37名を出す。同日父島二見港に入港し応急修理。12日、艦を沈めずに父島に入港させた行動により、以下の賞詞が本艦に出された。
15日、宇佐美港に仮泊。18日、横須賀着。22日、横須賀海軍工廠第五船渠に入渠。3月30日まで修理と整備を行う。この修理の際に三式一号電波探信儀三型を設置し、九三式水中探信儀三型を三式水中探信儀二型甲改一に換装した。入渠中の2月27日には横須賀鎮守府司令長官から以下の表彰を受けた。
4月14日、横須賀に在泊中、輸送隊司令旗を第16号輸送艦から移揚。
5月5日、横須賀鎮守府作戦指揮を解かれ、佐世保鎮守府作戦指揮下に編入。10日横須賀を発し、湊での荷役と呉海軍工廠での整備をはさみ、佐世保へ回航。以後、佐世保方面の輸送に従事。
7月10日、竹敷向け輸送中に対馬黒埼島で座礁。第102号海防艦らの協力により離礁し、竹敷での荷役後は立神らに曳航され、16日佐世保着。17日から佐世保海軍工廠第七船渠に入渠し修理と整備を行う。
終戦時は佐世保で修理中。

### 第二復員省-復員庁
1945年8月26日、横須賀鎮守府第一予備輸送艦に定められる。11月20日、除籍。12月1日、第二復員省の開庁により、横須賀地方復員局所管の特別輸送艦に定められ、復員輸送に従事した。12月20日、艦名を輸第十三号に改称。
1946年7月26日、輸第十三号は特別保管艦に指定され、横須賀地方復員局特別保管艦艇第七保管群に配される。10月21日から11月24日まで、石川島造船所で整備。
1947年、輸十三号は極洋捕鯨（現・極洋）に貸し出され、日本水産（現・ニッスイ）との小笠原諸島近海での捕鯨操業に捕鯨母船として運航された。輸十三号はキャッチャーボートの第一京丸・第三京丸と共に3月2日に出航し、5月25日までにシロナガスクジラ2頭とイワシクジラ49頭、マッコウクジラ80頭を捕獲した。
8月8日から13日まで、浦賀船渠で整備。25日、ソビエト連邦に対する賠償艦第三次引渡しのため佐世保を出港。28日、特別輸送艦の定めを解かれ、ナホトカでソビエト連邦に引き渡された。12月15日、本艦の残務整理が終了した。

### ソビエト連邦海軍
1947年8月28日、「チュメニ万歳」という意味のチュメニ ウラ（ロシア語:Тюмень-Улаチュミェーニ　ウラ）に改称されて再武装され、機雷敷設艦となった。
1948年7月5日、既存の武装を撤去し、新しい武装を装備する改装を受ける。同時に救難艦に類別変更され、「土星」という意味のサトゥールン（ロシア語:Сатурнサトゥールン）に改称された。
1964年2月28日、海軍より除籍され、スクラップとして売却された。

## 第十三号輸送艦長/輸第十三号艦長
艤装員長
1. 新村孝邑 大尉/少佐：1944年10月1日 - 1944年11月1日

輸送艦長/艦長
1. 新村孝邑 少佐：輸送艦長 1944年11月1日 - 1945年3月10日
2. 河野修 少佐：1945年3月10日 - 1945年5月10日
3. 久保武 少佐/中佐：1945年5月10日 - 1945年11月10日[注釈 5]
4. 外山三郎 第二復員官：1945年12月5日 - 艦長 1945年12月20日 - 1946年1月14日
5. 永松熊一 第二復員官：1946年1月21日 - 退任年月日不明[注釈 6]
6. 田久保龍雄 復員事務官：1946年8月26日 - 1946年11月20日
7. 西村春芳 復員事務官：1946年11月20日 - 1947年4月26日
8. 本田幸人 復員事務官：1947年4月26日 - 1947年6月16日
9. 橋本一郎 復員事務官：1947年8月5日 - 1947年8月28日[注釈 7]